# Ноћ носталгије
У Уругвају, Ноћ носталгије (шп. Noche de la Nostalgia) је годишња прослава музике из прошлости. Празнује се сваког 24. августа. Сви плесни клубови, радио станице и многи други догађаји пуштају старе златне (хитове из ранијих музичких периода).

## Преглед
Порекло обичаја је донекле спорно. Почело је 24. августа 1978. године. Према речима Хосеа Фернандеза, власника дискотеке Тон Тон Метек, пошто је 24. август дан уочи Дана независности Уругваја, националног празника, он је једном предложио Пабла Лекуедера (директору програма Old Hits, тада на CX32 Radiomundo) да уради нешто ноћу што би могло бити комерцијално исплативо.
У ноћи 24. августа 1978. одржана је прва Ноћ носталгије у Тон Тону; ово је спорно. Идеја је била добро прихваћена од стране људи и постала је део уругвајског фолклора.
За Уругвајце се каже да су типично носталгични. Можда је из тог разлога Ноћ носталгије толико успела да је Министарство туризма прогласило за званичну прославу.
Ова забава се одржава широм Уругваја и у сваком департману или граду се ораганизује између 15 и 30 забава.